# 哈里森山
哈里森山（英語：Mount Harrison）是南極洲的山峰，位於奧次地，屬於烏薩爾普山脈的一部分，海拔高度1,955米，由美國南極名稱諮詢委員命名，現時由南極條約體系管理。